# American Journal of Sexuality Education
American Journal of Sexuality Education – recenzowane czasopismo naukowe założone w 2005, wydawane przez Routledge. Publikuje artykuły omawiające współczesne badania, artykuły przeglądowe oraz inne artykuły związane z edukacją seksualną. Funkcję redaktora naczelnego pełni William J. Taverner. Jest to oficjalne pismo American Association of Sexuality Educators, Counselors and Therapists.

## Historia
Czasopismo wydawane było poprzednio przez Haworth Press, przejęte przez Routledge w 2007. Współzałożycielami pisma byli William J. Taverner i Elizabeth Schroeder.